# Max Roach + 4
Albums de Max Roach
At Basin Street
(1956) Jazz in 3/4 Time
(1957)
Max Roach + 4 est un album du batteur de jazz Max Roach paru en 1956 sur le label EmArcy. Comme le titre l'indique, Roach forme un quintet avec Sonny Rollins au saxophone ténor, Kenny Dorham à la trompette, Ray Bryant au piano et George Morrow à la contrebasse.

## Contexte
Cet album est le premier que Roach enregistre à la suite de la mort de son trompettiste Clifford Brown en compagnie du pianiste Richie Powell dans un accident de voiture en juin 1956.

## Titres
| N°     | Titre                    | Compositeur                                           | Durée |
| ------ | ------------------------ | ----------------------------------------------------- | ----- |
| Face 1 |                          |                                                       |       |
| 1.     | Ezz-Thetic               | George Russell                                        | 9:18  |
| 2.     | Dr. Free-Zee             | Max Roach                                             | 2:06  |
| 3.     | Just One of Those Things | Cole Porter                                           | 7:18  |
| Face 2 |                          |                                                       |       |
| 4.     | Mr. X                    | Max Roach                                             | 5:15  |
| 5.     | Body and Soul            | Frank Eyton, Johnny Green, Edward Heyman, Robert Sour | 6:50  |
| 6.     | Woody 'n You             | Dizzy Gillespie                                       | 6:51  |

## Enregistrements
Les sessions d'enregistrements se déroulent à New York le 17 et 19 septembre 1956 (respectivement pour les titres 3, 4, 5 puis 1, 2 et 6).
| Musicien      | Instrument      | Titre |  | Équipe technique |            |
| ------------- | --------------- | ----- |  | ---------------- | ---------- |
| Max Roach     | batterie        | 1 — 6 |  | Bob Shad         | Producteur |
| Sonny Rollins | saxophone ténor | 1 — 6 |  |                  |            |
| Ray Bryant    | piano           | 1 — 6 |  |                  |            |
| George Morrow | contrebasse     | 1 — 6 |  |                  |            |
| Kenny Dorham  | trompette       | 1 — 6 |  |                  |            |